# متسوبيشي إكس-2
ميتسوبيشي إكس-2 شنشن (بالإنجليزية: Mitsubishi X-2 Shinshin، وعرفت سابقًا باسم ATD-X) هي طائرة يابانية تجريبية لاختبار تقنيات التخفي المتقدمة في الطائرات المقاتلة. يعمل معهد التطوير والبحث الفني التابع لوزارة الدفاع اليابانية على تطوير الطائرة لأغراض بحثية. وشركة ميتسوبيشي للصناعات الثقيلة هي المتعاقد الرئيسي في المشروع. تعد هذه الطائرة أول طائرة متخفية تنتجها اليابان محليًّا. واسمها ATD-X هو اختصار لعبارة "Advanced Technology Demonstrator – X". وتُعرف الطائرة في اليابان باسم شنشن (心神، ومعناها «روح القلب»)، إلا أن هذا الاسم هو اسم كودي فقط استخدمته قوات الدفاع الذاتي اليابانية؛ وهو حاليًّا ليس مستخدمًا بصفة رسمية.

## التاريخ
في بداية القرن الحادي والعشرين، بدأت اليابان بمناقشة الولايات المتحدة في موضوع شراء عدة طائرات لوكهيد مارتن إف-22 رابتور من أجل تحديث أسطولها المتقادم من الطائرات المقاتلة. إلا أن الكونجرس الأمريكي منع تصدير هذه الطائرة للمحافظة على أسرار الطائرة التقنية مثل استخدامها الموسع لتقنيات التخفي؛ وحتم هذا الرفض على اليابان تطوير طائرتها المقاتلة الحديثة، مجهزة بتقنيات التخفي ونظم متقدمة أخرى.
حلق نموذج بمقاس 1/5 مسير بالراديو لأول مرة في 2006 للحصول على بيانات أداء الطائرة في زوايا الهجوم العالية ولاختبار معدات استشعار جديدة ونظم التحكم بالرحلة ذاتية الإصلاح.
بعد هذه الخطوات الابتدائية، اتُخذ القرار في 2007 للاستمرار بمشروع تكلفته مليارات الين الياباني. وكان من المتوقع وقت اتخاذ هذا القرار أن يبدأ الإنتاج بعد 10 سنوات تقريبًا. في 2007، كان من المتوقع أن تحلق الطائرة في 2014. وفي 2011، كان الحديث حول التحليق في 2014 أو 2015.
في يوليو 2014، أصدر معهد التطوير والبحث الفني أول الصور الرسمية للنموذج الأولي للطائرة، وصرح المعهد بأن الطائرة تخضع لاختبارات على الأرض. وكان من المتوقع أن يكتمل تطوير النموذج الأولي في 2018، وعندها يُتوقع لهذا المشروع أن يتحول إلى الطائرة إف-3 F-3 المتوقع إنتاجها عام 2027.
كُشف النقاب عن الطائرة في 28 يناير 2016 في مطار كوماكي غرب البلاد.